# Última salida, Brooklyn
Última salida, Brooklyn (en alemán: Letzte Ausfahrt Brooklyn; en inglés: Last Exit to Brooklyn) es una película dramática de 1989 dirigida por Uli Edel, adaptación de Desmond Nakano sobre la novela homónima de Hubert Selby Jr, aparecida en 1964.

## Resumen
Brooklyn, 1952. En las calles próximas a un cuartel del Ejército, aparecen las primeras pandillas juveniles en Estados Unidos, durante una dura situación económica. Entre crudas imágenes de un barrio desbocado, un grupo de trabajadores secunda la huelga convocada por un sindicato de clase. Mientras, los jóvenes del barrio no encuentran dónde distraerse y recurren a la violencia contra aquello que se cruza en su camino. Algunos ven en la prostitución o las drogas una salida fácil. También aparecen en el barrio algunos travestis y homosexuales, maltratados y golpeados por unos bárbaros jóvenes sin futuro. Las drogas están llenando las calles de delincuencia y violencia, mientras el sindicato se adentra en viejos trucos de lucha sindical y destroza los camiones de una empresa colaboradora de la patronal. El destino fatal de un joven gay y de un enlace sindical provocará el enrarecimiento de la cinta.

## Reparto
| - Stephen Lang : Harry Black - Jennifer Jason Leigh : Tralala - Burt Young : Big Joe - Peter Dobson : Vinnie - Jerry Orbach : Boyce - Stephen Baldwin : Sal - Jason Andrews : Tony - James Lorinz : Freddy - Sam Rockwell : Al | - Maia Danziger : Mary Black - Camille Saviola : Ella - Ricki Lake : Donna - Cameron Johann : Spook - John Costelloe : Tommy - Christopher Murney : Paulie - Alexis Arquette : Georgette - Mark Boone Junior : Willie - Rutanya Alda : madre de Georgette |

## Producción
Hubo varios intentos de adaptar la novela Última salida, Brooklyn a película. Uno de los primeros intentos fue realizado por el productor Steve Krantz y el animador Ralph Bakshi.
Algunas escenas de la película fueron rodadas en Monteros Bar and Grill, que era propiedad de Pilar Montero y su marido.